# Aratinga de front taronja
L'aratinga de front taronja (Eupsittula canicularis) és una espècie d'ocell de la família dels psitàcids que habita boscos, matolls, pantans i medi humà de Mèxic i Amèrica Central, des del vessant mexicà del Pacífic, cap al sud, fins al nord-oest de Costa Rica i vessant oriental d'Hondures.